# Trachysomus surdus
Trachysomus surdus är en skalbaggsart som beskrevs av Dillon 1946. Trachysomus surdus ingår i släktet Trachysomus och familjen långhorningar.
Artens utbredningsområde är:
- Costa Rica.
- Nicaragua.
- Panama.

Inga underarter finns listade i Catalogue of Life.